# Барселона
Барсело́на (кат. Barcelona [bəɾsəˈɫonə], исп. Barcelona [baɾθeˈlona]) — город в Испании, столица автономной области Каталония и провинции Барселона. Порт на Балеарском море в 120 км от границы Франции и в 504 км восточнее Мадрида. Крупнейший промышленный и торговый центр Испании. Один из важнейших туристических пунктов в европейских маршрутах.
Население Барселоны — 1 608 680 человек (INE 2016). Это второй город в Испании по численности населения после Мадрида и десятый в Европейском союзе.
В 1992 году Барселона принимала летние Олимпийские игры. В 2004 году в Барселоне проходил Всемирный культурный форум 2004. В марте 2010 года Барселона стала столицей Средиземноморского союза, в который входят 43 страны. В 2013 году в Барселоне проходил чемпионат мира по водным видам спорта.

## Этимология
Название «Барселона» происходит от древнего иберийского Baŕkeno, надпись иберийским шрифтом  была обнаружена на правой стороне древней монеты, в древнегреческих источниках фигурирует как Βαρκινών , Barkinṓn; и на латыни как Barcino, Barcilonum («Крепость») и Barcenona.
По некоторым более старым источникам город, возможно, был назван в честь карфагенского генерала Гамилькара Барки, который, как предполагалось, основал город в III веке до нашей эры, но нет никаких доказательств того, что Барселона когда-либо была карфагенским поселением, или что название города в древности, Барсино, имело какое-либо отношение к роду Баркидов Гамилькара. В средние века город назывался Барчинона, Барсалона, Барчелонаа и Барченона.
На международном уровне название «Барселона» часто сокращается до «Барса». Однако в каталанском и испанском языках такое сокращение (Barça) относится только к футбольному клубу «Барселона». Сокращённая форма, используемая местными жителями, а также на некоторых дорожных указателях — Barna (Барна).
Ещё одна распространённая аббревиатура — «BCN», которая также является кодом ИАТА для аэропорта Барселоны Эль-Прат.
Город также называют «Графским городом» (кат. Ciutat Comtal, исп. Ciudad Condal) в память о том, что в прошлом он был владением графов Барселонских.

## География
Барселона расположена на северо-востоке Иберийского полуострова на побережье Средиземного моря на плато шириной в 5 км, границы которого с юга составляют горная гряда Кольсерола (кат. Collserola) и река Льобрегат, а на севере — река Бесос. Пиренеи находятся приблизительно в 120 км к северу от города.
Прибрежные горы Кольсерола создают слегка скруглённые границы города. Самая высокая точка — гора Тибидабо. Её высота составляет 512 м, над ней возвышается заметная издалека телебашня Кольсерола высотой 288 м. Самой высокой точкой в черте города является холм Мант Табер (кат. Mont Taber) высотой 12 м, на нём расположен Барселонский собор.
Барселона лежит на холмах, давших название городским кварталам: Кармель (кат. Carmel, 267 м), Монтерольс (кат. Monterols, 121 м), Пучет (кат. Putxet, 181 м), Ровира (кат. Rovira, 261 м) и Пейра (кат. Peira, 133 м). С горы Монжуик высотой 173 м в юго-западной части города открывается великолепный вид на порт Барселоны. На Монжуике расположена крепость XVII—XVIII веков, взявшая на себя оборонные функции разрушенной цитадели Сьютаделья (кат. Ciutadella), в то время как на месте последней разбили парк. В настоящее время в крепости размещается Военный музей. Помимо крепости на Монжуике находятся олимпийские объекты, учреждения культуры и знаменитые сады.
На севере город граничит с муниципалитетами Санта-Колома-де-Граманет и Сант-Андриа-де-Бесос, на юге — с Оспиталет-де-Льобрегат и Эсплугес-де-Льобрегат, на юго-востоке город ограничивает Средиземное море, а на западе находятся населённые пункты Сан-Кугат-дель-Вальес и Серданьола-дель-Вальес.

### Административное деление
С 1984 года город разделён на 10 административных районов, каждый из которых управляется своим советом. Районы города:
1. Старый город (Ciutat Vella): La Barceloneta, el Gòtic (Готический квартал), el Raval (также известный как Barri Xinès), Sant Pere, Santa Caterina i la Ribera.
2. Эшампле (Eixample): L’Antiga Esquerra de l’Eixample, la Nova Esquerra de l’Eixample, Dreta de l’Eixample, Fort Pienc, Sagrada Família, Sant Antoni.
3. Сантс-Монтжуик (Sants-Montjuïc): La Bordeta, la Font de la Guatlla, Hostafrancs, la Marina de Port, la Marina del Prat Vermell, el Poble-sec, Sants, Sants-Badal и две административные единицы, не являющиеся подрайонами, но входящие в состав Sants-Montjuïc: Montjuïc и Zona Franca — Port[19].
4. Лес Кортс: Les Corts, La Maternitat i Sant Ramon, Pedralbes.
5. Sarrià — Sant Gervasi: El Putget i Farró, Sarrià, Sant Gervasi — la Bonanova, Sant Gervasi — Galvany, les Tres Torres, Vallvidrera, el Tibidabo i les Planes.
6. Gràcia: Vila de Gràcia, Camp d’en Grassot i Gràcia Nova, la Salut, el Coll, i Vallcarca i els Penitents.
7. Horta-Guinardó: El Baix Guinardó, el Guinardó, Can Baró, el Carmel, la Font d’en Fargues, Horta, la Clota, Montbau, Sant Genís dels Agudells, la Teixonera, la Vall d’Hebron.
8. Nou Barris: Can Peguera, Canyelles, Ciutat Meridiana, la Guineueta, Porta, Prosperitat, les Roquetes, Torre Baró, la Trinitat Nova, el Turó de la Peira, Vallbona, Verdum, Vilapicina i la Torre Llobeta.
9. Sant Andreu: Baró de Viver, Bon Pastor, el Congrés i els Indians, Navas, Sant Andreu de Palomar, La Sagrera, Trinitat Vella.
10. Sant Martí: El Besòs i el Maresme, el Clot, el Camp de l’Arpa del Clot, Diagonal Mar i el Front Marítim del Poblenou, el Parc i la Llacuna del Poblenou, el Poblenou, Provençals del Poblenou, Sant Martí de Provençals, la Verneda i la Pau, la Vila Olímpica del Poblenou.

## Климат
Климат Барселоны — субтропический. Самыми холодными месяцами являются январь и февраль (средняя температура около +10 °C), самыми жаркими — июль и август (средняя температура около +25 °C). Наибольшее количество осадков выпадает в октябре (около 90 мм); наименьшее — в июле (около 20 мм).
| Показатель                                                                        | Янв. | Фев. | Март | Апр. | Май  | Июнь | Июль | Авг. | Сен. | Окт. | Нояб. | Дек. | Год  |
| --------------------------------------------------------------------------------- | ---- | ---- | ---- | ---- | ---- | ---- | ---- | ---- | ---- | ---- | ----- | ---- | ---- |
| Средний суточный максимум, °C                                                     | 13,4 | 14,6 | 15,9 | 17,6 | 20,5 | 24,2 | 27,5 | 28,0 | 25,5 | 21,5 | 17,0  | 14,3 | 20,0 |
| Средняя температура, °C                                                           | 8,9  | 10,0 | 11,3 | 13,1 | 16,3 | 20,0 | 23,1 | 23,7 | 21,1 | 17,1 | 12,6  | 10,0 | 15,6 |
| Средний суточный минимум, °C                                                      | 4,4  | 5,3  | 6,7  | 8,5  | 12,0 | 15,7 | 18,6 | 19,3 | 16,7 | 12,6 | 8,1   | 5,7  | 11,1 |
| Норма осадков, мм                                                                 | 41   | 39   | 42   | 49   | 59   | 42   | 20   | 61   | 85   | 91   | 58    | 51   | 640  |
| Источник: World Meteorological Organization (UN), Agencia Estatal de Meteorología |      |      |      |      |      |      |      |      |      |      |       |      |      |

## Население
По данным городского совета Барселоны, на 1 января 2005 года население города составляло 1 593 075 человек, численность населения большой Барселоны составляла 5 292 354 человека (на 2006 г). Плотность населения — 15 779 человек на км². 95 % населения понимало каталанский язык, 76,4 % населения говорило на нём, 75 % населения читало по-каталански, а 47 % владели письмом.
13,8 % населения (219 941 человек) являлись иммигрантами из (по численности): Эквадора, Перу, Марокко, Колумбии, Аргентины, Пакистана, Китая и Боливии.
Основная часть населения исповедует католицизм (в городе расположены 208 храмов). В городе имеются немногочисленные группы евангелистов, свидетелей Иеговы и буддистов.

## История

### Античность
Относительно основания Барселоны существуют две различные легенды. Первая приписывает основание города герою греческих мифов Гераклу за 400 лет до основания Рима, а затем в III столетии до н. э. город был отстроен карфагенянином Гамилькаром Баркой, отцом Ганнибала, который назвал город Барсино в честь своей семьи.
Вторая легенда приписывает основание города непосредственно Гамилькару Барке. Он основал поселение у подножья холма Манжуик. Предложили[кто?] назвать этот лагерь в его честь (Барсино).
При этом некоторые источники утверждают, что нет никаких доказательств того, что Барселона когда-либо была карфагенским поселением, или что название города в древности, Барсино, имело какое-либо отношение к роду Баркидов Гамилькара.
В 133 году до н. э. иберийский город Лайе был завоёван римлянами во главе с Публием Корнелием Сципионом Эмилианом. Около 15 года до н. э. римляне сделали из города укрепление, центр которого располагался на горе Табер, небольшом холме возле современной городской мэрии (площадь Святого Иакова). При римлянах город именовался Colonia Faventia Julia Augusta Pia Barcino, значение его было небольшим по сравнению с соседним Тарраконом (современная Таррагона). Однако его богатство и значимость со временем росли благодаря удобному расположению и прекрасной гавани. Город чеканил собственные монеты, часть которых сохранилась со времён Гальбы. Останки древних укреплений можно и сегодня видеть в городе, а типичная римская планировка до сих пор заметна на карте исторического центра города, т. н. Готического квартала. Так, на улице Парадис около экскурсионного центра Каталонии видны римские колонны.
Город разрастался в пределах крепостной стены до завоевания вестготами в V веке. К этому времени Барсино оттесняет Тарракон на второй план.

### Средневековье
В начале V века город завоевали вестготы. Король Атаульф на короткий срок перенёс сюда свою столицу.
В 511 году вблизи Барселоны произошла битва между вестготами и остготами, завершившаяся победой остготского войска под командованием герцога Иббы.
В начале VIII века город завоевали мавры. Незадолго до того решающая битва арабов с вестготами произошла у маленького городка Медина-Сидония. Точное место сражения неизвестно, но принято считать, что сражались на маленькой речке Гуаделете. Сообщений о сражении очень мало.
Латинская хроника 754 года просто отмечает, что «Родерих (Родриго) направлялся к Трансдуктинским горам (неизвестно, к чему относится это название), чтобы сразиться, и в битве целая армия готов, собравшаяся к нему обманом и из честолюбивого соперничества за королевский титул, бежала, а он был убит. Так Родерик потерял не только власть, но и свою родину, и его соперники тоже погибли».
Арабские источники говорят, что сражение произошло 19 июля 711 года и, как и «Мосарабская хроника 754 года», намекают, что раздоры в рядах вестготской армии позволили мусульманам одержать победу, когда приверженцы Ахилы, сына Витицы, развернулись и бежали. Подробностей выяснить уже не удастся, но основная мысль ясна: Тарик со своими людьми нанёс тяжёлое поражение вестготской армии, король погиб, а остальные обратились в беспорядочное бегство. После падения Толедо и Кордовы под властью мусульман оказались большая часть современной Португалии и Каталония, однако сведения о ходе и обстоятельствах этой оккупации очень скудны. Завоевание имело поразительный успех. За пять лет с начала вторжения почти весь Иберийский полуостров оказался под контролем мусульманских армий, став ядром провинции аль-Андалус.
Новые правители Испании почти сразу оставили свои первые следы в местной администрации. Яснее всего это видно в вопросе о чеканке монет. Прибытие Мусы ибн Носсейра было отмечено введением новой золотой монеты, основанной не на визиготском, а на североафриканском образце. На первых из этих монет выбита латинская надпись: «In Nomine Domini non Deus nisi Deus Solus» — прямой перевод мусульманского изречения «Нет Бога, кроме Аллаха» — необычное смешение мусульманской и латинской традиции.
Мусульмане, завоевавшие Испанию, не селились в военных городках, предпочитая южные районы Иберийского полуострова, поэтому, возможно, Барселона не привлекла их внимания и не получила такого же бурного развития, как города аль-Андалуса.
В 801 году сын Карла Великого Людовик I Благочестивый после продолжительной осады отбил город у эмира и сделал Барселону столицей Испанской марки, буферной зоной под управлением графа Барселоны. Большую роль сыграл маркграф Вильфред Волосатый, фактический основатель независимой Каталонии.
Барселона всё ещё оставалась христианским форпостом, когда в 985 году её разграбил аль-Мансур (см. Взятие Барселоны). Это нападение дало повод графу Барселоны Боррелю II освободиться от власти Каролингов.
Графы Барселоны в X—XI веках обрели реальную независимость и расширили свою территорию по всей Каталонии. В результате династического союза Каталонии и Арагона в 1162 году Альфонсо II стал первым королём объединённого государства. Король Хайме I расширил границы своих владений за счёт южных территорий (Королевство Валенсия). Арагонское королевство в XIII веке подчинило многие морские территории, контролировало западную часть Средиземного моря, а также имело отдалённые форпосты, такие как Афины. Каталано-арагонская конфедерация создала многие готические постройки и сформировало такие законодательные нормы, как кодекс «Обычаи» (кат. Usatges). В 1410 году корона перешла к кастильской династии Трастамара. С объединения династических ветвей Арагона и Кастилии начался упадок Барселоны.
В 1450 году в городе был основан знаменитый Барселонский университет.

### Евреи в Барселоне
Евреи проживали в Барселоне с I века — со времени разрушения Храма. К началу XIII века община Барселоны была самой богатой и влиятельной еврейской общиной и центром еврейской учёности в Испании. В 1263 году в Барселоне состоялся знаменитый в еврейской истории публичный диспут между Нахманидом и монахом-выкрестом Пабло Кристиани.
В 1367 году жители еврейского гетто города были обвинены христианской церковью в осквернении «святого хлеба». Власти согнали всех жителей гетто и заперли в тесной синагоге без возможности еды и питья, отправления естественных надобностей. Это насилие должно было вынудить евреев исполнить повеление инфанта дона Хуана, наместника короля дона Педро — и община была вынуждена расплатиться имуществом всех своих членов и выдать троих ни в чём не повинных людей для сожжения на костре христианской инквизиции. В дальнейшем евреев Барселоны обязали носить специальные опознавательные знаки.
В 1391 году христианская толпа полностью разорила и разрушила еврейское гетто, убив около 400 человек. На развалинах синагоги была возведена церковь, в которой уцелевшие евреи были подвергнуты насильственному крещению. В 1397 году король запретил существование еврейского гетто.
В 1492 году все евреи Испании, не согласившиеся креститься, были обобраны и затем выдворены из королевства. Слияние высшей испанской знати и верхов еврейской общины зашло так далеко, что когда евреи были изгнаны из Испании, во главе изгнанных находился племянник короля. Часть евреев приняла христианство, но они оставались объектами подозрения среди неевреев. Только через пять веков в Испании вновь появились синагоги.

### Новая и новейшая история
Барселона была опустошена после краха Каталонской Республики (1640—1652).
Во время войны за испанское наследство 14 сентября 1705 года британский флот под руководством графа Питерборо атаковал Барселону, и уже 9 октября город сдался. Большинство каталонцев из ненависти к Мадриду признали эрцгерцога Карла Австрийского (Карла III) своим королём, а город стал резиденцией Карла вплоть до 1711 года. Правда, когда в феврале 1706 года Питерборо вступил в Валенсию, Филипп V Испанский двинулся на Барселону, но осада закончилась тяжёлым поражением.
Но уже в 1714 году Филипп V подступил и, после долгой осады, 11 сентября взял Барселону. Далее он разрушил половину торгового квартала (исп. La Ribera), чтобы построить военную крепость Сьюдаделу — чтобы одновременно и заполучить контроль над мятежным городом, и покарать его жителей. Многие лидеры каталонских сепаратистов были репрессированы, старинные вольности — фуэрос — сожжены рукой палача. Официальное использование каталанского языка было запрещено, а Университет закрыт.
После взятия Барселоны 14 января 1809 года генералом Сюше и покорения Испании провинция Каталония и сам город были аннексированы наполеоновской Французской империей. После свержения Наполеона в 1813 году город вновь вернулся Испании.
В промышленную революцию XIX века появилось множество предприятий. Во время ослабления контроля со стороны мадридских властей, средневековые стены в 1860 году были снесены, а крепость La Ribera была превращена в городской парк, современный парк Сьютаделья, место проведения Всемирной выставки 1888 года. Город начал расти на территории «Пла де Барселона» — окрестных полей и огородов.
В начале XX века отмечается возрождение Барселоны, в то время как каталонские националисты требовали политической автономии и большей свободы культурного выражения.
В 1909 году в Барселоне из-за призыва в армию для борьбы с племенами рифов в Марокко произошло восстание анархистов, к ним примкнули и представители других левых сил. Во время этой «Трагической недели» на улицах города убили свыше ста человек.
В 1929 году в Барселоне вновь проводилась всемирная выставка.
Во время гражданской войны город принадлежал республиканцам и был захвачен франкистами лишь 26 января 1939 года.
В следующие десятилетия Барселона стала объектом культурных и политических репрессий. В частности, было запрещено пользование каталанским языком.
Движение протеста в 1970-е годы и падение диктатуры превратили Барселону в крупный культурный центр, предопределив будущее преуспевание города. Хотя он всё ещё является лишь вторым городом Иберийского полуострова, неповторимая атмосфера делает его уникальным и привлекательным для многих. Власти города активно способствуют возрождению каталанского языка. Несмотря на массовую иммиграцию кастильцев во второй половине XX века, отмечены существенные успехи в использовании каталанского языка в повседневной жизни.
Барселона стала местом проведения летней Олимпиады 1992 года — самого значимого для города спортивного события. Хуан Антонио Самаранч, который в 1992 году был президентом МОК — уроженец Барселоны. В 2004 году город принимал Всемирный культурный форум, длившийся 141 день.

## Политика
Барселона управляется Городским советом. Городские советники избираются жителями раз в четыре года на основе всеобщего избирательного права по пропорциональной системе. Высшим должностным лицом является мэр города, который в настоящее время избирается членами Городского совета из своего числа большинством голосов. 
Должность мэра Барселоны появилась в 1835 году. Первым мэром был Жозеп Мария де Кабанес. К 2025 году мэрами становилось 101 человек на 119 сроков (к примеру, Жоан Коли-и-Пужоль занимал должность мэра пять раз). Дольше всех управлял городом Жозеп Мария де Порсиолес-и-Коломер — 19 лет (при режиме Франко).
В XXI веке мэрами поочередно являлись Жоан Клос, Жорди Эреу, Шавьер Триас, Ада Колау (первая женщина-мэр). С 17 июня 2023 года мэром Барселоны является Жауме Колбони.

## Экономика
Барселона является одним из первых районов континентальной Европы, в котором началась индустриализация, начавшаяся, как и в других местах, с текстильной промышленности (в конце XVIII века). К середине XIX века Барселона стала важным центром текстильной промышленности и машиностроения. После этого промышленное производство стало играть важную роль в истории города.
Как и в других современных городах, обслуживающий сектор экономики начинает преобладать над производящим. В настоящее время основными отраслями промышленности являются текстильная, химическая, фармацевтическая, автомобильная и электронная. В XX веке в Барселоне производили автомобили марок Hispano-Suiza, David Autos Fabricación, по состоянию на 2010-е годы здесь находятся автосборочные заводы как испанской фирмы «СЕАТ» (группа «Фольксваген»), так и таких зарубежных производителей, как «Рено», «Пежо», «Форд» и так далее.
Барселонский городской Совет основал 11 экономических секторов под брендом «Барселона»:
- Центр цифровых технологий основан в 2003 году для превращения Барселоны в центр высоких технологий;
- Аэрокосмическая ассоциация основана в 2000 году. Аэрокосмическая отрасль была признана ЕЭС одной из основных. Предприятия Барселоны участвовали в разработках таких проектов, как Аэробус А380 и космический зонд «Галилео»;
- Университетский центр основан в 1997 году. В городе расположены 7 университетов с общей численностью студентов 204 000 человек. Ведутся исследования, как фундаментальные, так и прикладные. Планируется привлечение студентов из других стран;
- Фонд окружающей среды основан в 1997 году для улучшения экологической обстановки в городе и окрестностях;
- Фонд по развитию средиземноморской диеты — основан в 1996 году для развития пищевой промышленности;
- Барселонский центр логистики создан в 1994 году для развития транспорта, особенно железнодорожного и морского, а также инфраструктуры;
- Управление туризма основано в 1993 году для координации действий в области туризма. Туристическая отрасль является важной частью экономики, а Барселона является одним из основных туристских центров в Европе (6-е место в Европе по популярности у туристов);
- Ассоциация финансовых центров основана в 1991 году для развития финансовой деятельности, в частности, биржи;
- Медицинский центр основан в 1987 году. Барселона известна своими медицинскими специалистами, пациенты из многих стран получают здесь лечение. В Барселоне проводятся крупные международные медицинские форумы;
- Барселонский центр дизайна основан в 1976 году;
- Биорегион (Фонд «Биомед») создан для развития биомедицины и биотехнологии[21].

Барселона является центром проведения крупной ярмарки «La Fira». В городе проводятся многочисленные международные экономические форумы и один из старейших блошиных рынков Европы, Энкантс.

## Наука
По состоянию на ноябрь 2023 года в Барселоне находится BSC–CNS — самый мощный суперкомпьютерный центр для научных исследований в Испании, в нём установлен один из суперкомпьютеров ЕС, проекта EuroHPC JU, суперкомпьютер «MareNostrum 5 ACC». В ноябре 2023 года «MareNostrum 5 ACC» стал третьим самым быстрым суперкомпьютером в Европе и ЕС, и восьмым в мире в рейтинге Top500. По состоянию на ноябрь 2023 года «MareNostrum 5 ACC» занимает восьмое место в мире в рейтинге Top500 и имеет заявленную производительность в 138,20 петафлопс, а пиковую — 265,57 петафлопс при среднем энергопотреблении порядка 2,6 МВт.

## Культура
Самым посещаемым объектом Барселоны является собор «Саграда Фамилия». Основные художественные музеи Барселоны — Музей искусства Каталонии, Музей современного искусства, Музей Пикассо и Фонд Жоана Миро. Работы старых мастеров также представлены в монастыре Педральбес. Декоративно-прикладное искусство представлено в Музее декоративного искусства, Музее текстиля и Музее Мареса. В парке Гуэль находится дом-музей архитектора Антонио Гауди. 
Главные площадки академической музыки — оперный театр «Лисео» и Дворец каталонской музыки.

## Спорт
Барселона принимала летние Олимпийские игры 1992 года, а также несколько матчей чемпионата мира по футболу 1982. Основные олимпийские сооружения — «Олимпийское кольцо», включающее стадион и Дворец спорта, были построены на южном склоне Монжуика. В 2007 году здесь был открыт Олимпийско-спортивный музей имени Самаранча.
В Барселоне есть два 5-звёздочных стадиона: Камп Ноу и Олимпийский стадион, на котором проходила Олимпиада 1992 года, а потом выступал «Эспаньол», пока в 2009 году не был достроен новый клубный стадион.
В городе жегодно проходит Барселонский марафон. Ранее в Барселоне по дорогам общего пользования в Педральбесе и на Монжуике проходили гонки «Формулы-1». Ныне Гран-при Испании в «Формуле-1» проходит в Монтмело, близ Барселоны. 
Барселона является европейской столицей скейтбординга. 

### Клубы
У Барселоны есть несколько спортивных команд, как профессиональных, так и любительских. футбольном чемпионате Испании представлены «Барселона» и «Эспаньол». «Барселона» — один из двух крупнейших в Испании футбольных клубов наряду с мадридским «Реалом» — неоднократный победитель чемпионата Испании. Регулярный участник и пятикратный победитель (сезоны 1991/92, 2005/06, 2008/09, 2010/11 и 2014/15) Лиги чемпионов УЕФА. На стадионе клуба расположен музей, который по посещаемости занимает второе место в Каталонии. У клуба есть профессиональные команды по футзалу, баскетболу, гандболу и роликовому хоккею, а также множество любительских команд по различным видам спорта. — вторая команда из Барселоны в.
Баскетбольный клуб «Барселона» — победитель Евролиги, многократный чемпион Испании.

## Транспорт

### Морской транспорт
История порта в Барселоне насчитывает около 2000 лет. Порт является самым важным в осуществлении грузовых и пассажирских перевозок на средиземноморском побережье. Порт занимает площадь в 7,86 км² и разделён на 3 зоны: старый порт, торговый порт и порт для перевозок (логистики). Порт быстро растёт, его размер должен быть удвоен за счёт устья реки Льобрегат на 2 км в южном направлении.
В здании королевских верфей «Драссанас» ныне располагается Морской музей.

### Воздушный транспорт
Барселона обслуживается международным аэропортом Барселона, расположенным в городе Эль-Прат-де-Льобрегат в 10 км от Барселоны. Аэропорт является вторым по размерам аэропортом в Испании и крупнейшим на средиземноморском побережье. Аэропорт соединён с городом линией метро L9, железной дорогой, скоростной автомагистралью и автобусным сообщением. Меньший по размеру аэропорт Сабадель расположен рядом с одноимённым городом и используется для тренировок лётного состава, рекламных и частных полётов. Также регулярные полёты (главным образом, бюджетных авиакомпаний) и некоторые чартерные рейсы осуществляются в аэропорты городов Жирона (аэропорт Жирона — Коста-Брава) на побережье Коста-Брава (около 100 км к северу от Барселоны) и Реус на побережье Коста-Дорада (около 110 км к югу от Барселоны).

### Железнодорожный транспорт
Барселона является одним из основных железнодорожных узлов Испании. Основной железнодорожный вокзал — Сантс Эстасьо (кат. Sants Estació). Сеть скоростной железной дороги AVE должна быть продлена из Мадрида до Таррагоны в южную часть Каталонии. До Барселоны линия была продлена в 2008 году. Планируется к 2011 году соединить AVE с аналогичной TGV во Франции.

### Общественный транспорт
Сеть барселонского метрополитена насчитывает 12 линий, обозначенных своим номером и цветом каждая. Восемь из них (L1, L2, L3, L4, L5, L9, L10 и L11) курируются Управлением транспорта Барселоны Transports Metropolitans de Barcelona (TMB), а другие 3 линии (L6, L7 и L8) принадлежат компании Ferrocarrils de la Generalitet de Catalunya (FGC). Метро соединяет Барселону с некоторыми пригородами. В настоящее время продолжаются работы по строительству линии L9 протяжённостью 43 км. Это будет вторая по длине линия метро в Европе.
Линии метрополитена проложены как под землёй, так и по поверхности. В центре города сеть метрополитена соседствует с подземными станциями пригородных поездов национальных железных дорог RENFE и местной FGC.
Компании TMB принадлежит также сеть городских автобусов и туристических автобусов (для обзорных экскурсий). Также имеются линии скоростного низкопольного трамвая — Trambaix (Т1, Т2, Т3) и Trambesòs (Т4, Т5, Т6), для которого организованы специальные остановки с платформами на уровне вагона и электронными терминалами продажи билетов. Специальная трамвайная линия — «Голубой трамвай» — ведёт на гору Тибидабо. На горы Монжуик и Тибидабо поднимаются фуникулёры (см. фуникулёр Тибидабо). На вершину Монжуик также можно подняться на канатной дороге (телеферик).
В городе действуют линии ночного автобуса «N» (Nitbus). Есть специальные автобусы: Aerobus до аэропорта, автобусы Port Bus до морского порта и Tibibus до парка аттракционов на горе Тибидабо.
Весь городской транспорт приспособлен для инвалидов.
Северный автовокзал (кат. Estació del Nord) раньше был железнодорожным, а в настоящее время обслуживает международные и междугородние автобусы.

### Такси
Парк такси насчитывает более 13000 автомобилей. Большинство лицензий принадлежит частным водителям. Путешествие на такси является дешёвым и удобным способом добраться из аэропорта до центра города, особенно если у вас есть семья или много багажа.
GoCars Barcelona

В городе распространяется практика аренды на один час маленьких автомобилей, снабжённых навигаторами GPS, с правом бесплатной парковки. Их называют «жёлтый автомобиль» или GoCars Barcelona.

## Достопримечательности

### Старый город и Готический квартал
Старый город можно условно разделить на три части. Самая старинная часть — Готический квартал — находится между бульваром Ла Рамбла и проспектом Виа Лаетана (кат. Via Laietana). В Готическом квартале сохранились многие свидетельства римского присутствия на склонах холма Мон-Табер. С готического периода сохранились жилые здания и захоронения вблизи улицы Виа Лаетана. Со средних веков сохранились собор Святого Креста и Святой Евлалии, в частности часовня Святой Люсии, и церковь Сант Пау дель Камп (XII век). Интересно и находящееся в Готическом квартале известное кафе «Четыре кота».
Квартал Ла Рибера протянулся от Виа Лаетана до улицы Коммерс (кат. Commerç) и от улицы Принцессы (кат. Princesa) до моря. Квартал Раваль (Аррабаль) расположен между бульваром Рамбла и улицами Ронда Сан Антони (кат. Ronda Sant Antoni) и Ронда Сан Пау (кат. Ronda Sant Pau).
На территории старого города раскинулся Парк Цитадели, где находятся Парламент Каталонии и зоопарк Барселоны.
Здесь находится также музей шоколада, который принадлежит Гильдии кондитеров Барселоны.

### Триумфальная арка
Арка была возведена в 1888 году. Памятник был построен архитектором Жузепом Виласекой из красного кирпича, на самом верху триумфальной арки располагается флаг Испании. Пройдя через арку можно попасть в парковую зону, где раньше располагалась цитадель.

### Приморская часть
Практически всю длинную береговую линию Барселоны занимают 8 пляжей общей длиной около 5 км (с востока на запад): Сан Себастьян, Барселонетта, Сан Мигель, Саморростро, Нова Икария, Богатель, Мар Белла, Левант. Пляжи имеют песчаное или гравийное покрытие. Все пляжи в преддверии Олимпийских игр 1992 года были обновлены и оборудованы стационарными волейбольными сетками, площадками для силовых тренировок (воркаут), площадками для игры в петанк, и сейчас являются популярным местом отдыха для местной молодёжи и многочисленных туристов. Некоторые пляжи популярны среди представителей ЛГБТ-сообществ. Все пляжи оборудованы комфортными туалетными кабинками, душем под открытым небом, постами полиции и наблюдательными пунктами спасательной команды.
Вдоль цепи пляжей протянулась магистраль Кольцевая набережная, номер дороги B-10, общей протяжённостью 20 км (открыта 5 мая 1981 года), на которой расположены барселонский океанариум L'aquarium, исторический музей Каталонии, Музей естественной истории, верфь Драссанас (архитектурный памятник XIV века, в котором сейчас расположен Морской музей Барселоны), парк Сьютаделья, многочисленные казино и гостиницы, порт, лагуны и яхт-клубы. Мэрия города также заказывает у художников скульптуры для установки в общественных пространствах, примером может служить Долгое путешествие.

#### Олимпийская деревня
К Олимпийским играм 1992 года был построен новый жилой район. В этом районе расположены Олимпийский порт и два небоскрёба — гостиница Hotel Arts и здание страховой компании Mapfre высотой более 150 м. Здания построены по проекту архитекторов Брюса Грэхема, Иньиго Ортиса и Энрике Леона.
- Площадь Каталонии
- Фонтан Каналетес
- Цветочный ларёк на пешеходной улице Рамбла
- Рынок Бокерия
- Театр Лисеу
- Памятник Колумбу
- Маремагнум ночью
- Небоскрёбы Олимпийской деревни
- Олимпийский стадион

### Монжуик
Холм Монжуик высотой 173 метра находится рядом с морским портом. Своё название холм получил из-за расположенного здесь древнего еврейского кладбища. С вершины холма открываются красивые виды на город и море. Монжуик является одним из крупнейших городских парков Европы (203 га). На вершине холма расположена крепость, построенная в 1640 году. С 1960 года в крепости размещается Военный музей. К Всемирной выставке 1888 года был обустроен склон холма со стороны проспекта Параллель. К следующей Всемирной выставке, проходившей в Барселоне, была застроена северная сторона холма.
Со стороны площади Испании, где сходятся улицы Гран-Виа, Таррагона (Tarragona) и Параллель (Parallel), открывается лучший вид на холм. На площади находится старая арена для корриды. На другой стороне площади находятся две колокольни, подобные колокольням на площади Сан-Марко в Венеции. Рядом находится Национальный музей искусства Каталонии и Магический фонтан, созданный по проекту каталанского архитектора Карлеса Буигаса.
Одним из самых интересных объектов Монжуика является так называемая «Испанская деревня» (Poble Espanyol) — архитектурный музей под открытым небом, где собраны копии зданий из различных регионов Испании. При входе находится копия ворот из города Авила. Комплекс был построен к всемирной выставке 1929 года архитекторами Шавьером Ногесом, Микелем Утрильо и Рамоном Равентосом под руководством Франсиско Фольгера. Справа от Магического фонтана находится современная реконструкция Павильона Германии, оригинал которого был построен в Барселоне знаменитым архитектором-модернистом Людвигом Мис ван дер Роэ к всемирной выставке 1929 года.
К Олимпийским играм 1992 года были проведены последние работы по реконструкции Монжуика. Здесь были построены основные олимпийские сооружения. На южном склоне расположено так называемое «Олимпийское кольцо», включающее Олимпийский стадион и Дворец спорта.
На холме также находится музей Жоана Миро.

### Центр города
В эпоху правления королевы Изабеллы II были снесены городские стены и был принят план урбанизации, в результате которой возник так называемый Новый город — Эшампле. Район начинается от площади Каталонии и включает всю центральную часть города. Были проложены прямые перпендикулярные улицы и разбиты скверы внутри кварталов.
Площадь Каталонии является границей между Готическим кварталом и Эшампле. От площади отходят магистрали Ронда Сан-Пере (Ronda Sant Pere) и Ронда Университат (Ronda Universitat). На пересечении Ронда Университат и Гран-Виа расположен старый корпус университета, построенный в середине XIX века. Одной из главных магистралей района является Пасео-де-Грасия (Passeig de Gracia).
На участке улицы между Консель де Сент и Араго находится «Квартал раздора», иначе «Квартал несогласия», названный так из-за того, что там находятся здания — памятники архитектуры, принадлежащие четырём разным архитекторам-модернистам. Первое здание в ряду — дом Льео-и-Мореры, построенный по проекту архитектора Доменек-и-Монтанера (Lluís Domènech i Montaner). Два следующих здания построены Энрике Сангиером. Затем расположен Дом Амалье (архитектор Пуч-и-Кадафальк). Замыкает ряд всемирно известный Дом Бальо, построенный Гауди. На том же проспекте Пасео-де-Грасия находится ещё одно здание, построенное Гауди — Дом Мила.
Дворец каталонской музыки, расположенный рядом с проспектом Виа-Лаетана, считается максимальным проявлением модернизма и включает многие элементы этого стиля. Комплекс зданий Госпиталя Святого Креста и Святого Мира (Hospital de la Santa Creu i Sant Pau) также характерен для эпохи модернизма.
Барселонский аквариум — крупнейший в Европе, его подводный стеклянный туннель — самый длинный в мире. Музей Кан Фрамис — художественный центр, посвящённый популяризации современной каталонской живописи. Он расположен на территории старой текстильной фабрики.

### Верхняя зона

#### Тибидабо
Над городом возвышается вершина Тибидабо. До фуникулёра можно добраться на Голубом трамвае. На соседней вершине Туро-де-ла-Вилана расположена телебашня Торре-де-Кольсерола высотой 286 м. На вершине Тибидабо расположен парк аттракционов, созданный более 100 лет назад и неоднократно модернизированный. Рядом с парком расположен храм Святого Сердца (Саграт-Кор), аналогичный по идее одноимённому храму Сакре-Кёр на Монмартре в Париже.

#### Педральбес
Район Педральбес находится в южной части проспекта Диагональ между горами Монжуик и Тибидабо. На проспекте расположены высотные здания банка Caixa Catalunya, сберкассы La Caixa, торговый центр «L’Illa Diagonal (Л’Ийя Диагональ)» и корпуса университетского городка. Библиотека университета находится в помещении виллы Гуэля. В Педральбесе находится одноимённый монастырь, основанный в 1326 году Элизендой де Монкада, последней женой короля Жауме II. Выделяются портал и гербы семейства Монкада. В нефе сохранились витражи XIV века. В монастыре расположена картинная галерея Тиссена-Борнемисы, насчитывающая около 70 полотен мастеров средневековья и эпохи Возрождения.
Район застроен как особняками, так и многоквартирными домами. В одном из домов района проживает дочь короля Хуана Карлоса, принцесса Кристина.

#### Парк «Лабиринт»
В районе Horta-Guinardó, поблизости от станции метро Mundet и велотрека располагается парк «Лабиринт». На территории одного парка сочетаются два разных стиля: парк XVIII века в неоклассическом стиле и романтический парк XIX века. Наиболее привлекательным для туристов является лабиринт — главная достопримечательность парка. На территории парка расположен бывший дворец семейства Десвалльс, пруд, Романтический канал и другое.

### АрхитектураГауди
Большинство работ выдающегося каталонского архитектора находится в Барселоне.
К первым работам Гауди относятся фонари на Пласа-Реал (Королевской площади) (1879) и дом Висенс (1883—1889). К этому же периоду относится и строительство павильонов усадьбы графа Эусеби Гуэля в районе Педральбес. Сейчас на территории усадьбы разместилась библиотека Барселонского университета. Отец Антони Гауди выковал дракона для ворот этой усадьбы.
Встреча с Гуэлем явилась решающей в биографии Гауди. Гуэль стал близким другом и покровителем Гауди, финансировал большинство фантастических проектов архитектора, дал ему возможность самовыражения. Одной из первых серьёзных работ по заказу Гуэля, помимо павильонов, стала постройка дворца вблизи бульвара Рамблас. Строительство дворца принесло известность архитектору. С 1984 года дворец Гуэля является мировым наследием ЮНЕСКО. В том же году к мировому наследию ЮНЕСКО были отнесены следующие творения Гауди: храм Святого Семейства (фасад Рождества и крипта), дом Висенс, парк Гуэля, Дом Бальо («Дом костей») и дом Мила («Каменоломня»).

#### Дворец Гуэля
Дворец был построен (1886—1889) на сравнительно небольшом участке земли (18 x 22 м). Гауди сумел построить здание с очень сложным внутренним объёмом. Салон второго этажа был выполнен в виде внутреннего дворика с куполом. Фасад украшен красивым эркером и параболическими входными арками, позволявшими въезд экипажей в конюшню. Здание украшено многочисленными коваными элементами.

#### Дом Бальо
На месте дома Бальо стоял неоклассический особняк, построенный в 1875 году. Гауди перестроил здание, создав два новых фасада. Также полностью были перестроены первые два этажа. По проекту Гауди также была изготовлена мебель. Были достроены подвал, последний этаж и внутренний дворик. Символика здания имеет разное толкование:
- Изображение моря;
- Сцена карнавала;
- Изображение дракона;
- Наиболее достоверным является объяснение, что Гауди изобразил Георгия Победоносца, пронзающего змея. Георгий Победоносец считается покровителем Каталонии.

#### Дом Мила
В конце работ по строительству дома Бальо Гауди получил заказ на строительство нового дома. Не случайно это здание получило название «Каменоломни». Свои идеи Гауди черпал из природы. Особенно его вдохновлял вид гор Монсеррат, расположенных недалеко от Барселоны. На вершине горы Монсеррат находится одноимённый монастырь, известный скульптурой «Чёрной мадонны» — место паломничества со всей Испании. По аналогии, на крыше дома Мила предполагалось установить скульптурную композицию Богоматери с Младенцем. Однако домовладелец отклонил проект. Осталась лишь латинская надпись, расположенная волнистой линией по всей длине фасада.

#### Парк Гуэля
Парк явился реализацией плана по перестройке городской усадьбы Эусеби Гуэля. Предполагалось построить посёлок-сад, подобно английским паркам (отсюда и название). Реализация проекта не была успешной: под застройку были проданы всего 62 участка. Однако это не остановило архитектора. Были построены подъездные пути, центральная эспланада и нижний колонный зал, предназначенные для развлечения и торговли. Затем были возведены стена и два входных павильона, а также образец дома для индивидуальной застройки. На третьем этапе была сооружена огромная витая скамья. В парке были построены два жилых дома (не по проекту Гауди), более не нашлось желающих поселиться в этом отдалённом в то время месте. В одном из этих домов поселился сам архитектор. Сейчас в этом здании находится дом-музей Гауди.

##### Галерея
- Ворота виллы Гуэля в районе Педральбес. Литьё — Франсеск Гауди-и-Серра
- Парк Гуэля
- Парк Гуэля. Скульптура «Ящерица» у входа в парк
- Парк Гуэля. Витая скамья и колонный зал
- Парк Гуэля. Колоннада
- Дом Бальо
- Дом Бальо. Деталь фасада
- Дом Мила
- Дом Мила. Интерьер

#### Храм Святого Семейства
В 1891 году Гауди продолжил строительство Храма Святого Семейства (исп. Sagrada Familia), который должен был стать храмом нового века. До конца своей жизни, даже оставив архитектурную практику, Гауди продолжал заниматься строительством храма, считая это главным в своей биографии. В конце своей жизни Гауди стал очень эксцентричным на почве религиозного фанатизма. Он практически не выходил из своей мастерской. Рассеянность архитектора привела его к гибели под колёсами трамвая.
К моменту смерти архитектора в 1926 году храм не был достроен. Затруднения возникли из-за того, что Гауди работал без чертежей. Был возведён один новый фасад с модернистскими скульптурами (включая скульптуру Гауди). До сих пор идут работы по возведению ещё одного фасада и центральной колокольни. С постройкой центральной башни церковь должна стать самой высокой в мире.
В 2010 году папа Бенедикт XVI освятил храм и присвоил ему звание «малая базилика» (Basilica minor).
- Храм Святого Семейства
- Храм в 2016 году
- Храм ночью
- Фасад Рождества
- Фасад Страстей
- Фасад Славы

| Годы постройки | Описание                                                  |
| -------------- | --------------------------------------------------------- |
| 1883—1885      | Дом Висенс, Барселона                                     |
| 1884—1887      | Павильоны виллы Гуэля, Педральбес (Барселона)             |
| 1885—1889      | Дворец Гуэля, Барселона — Всемирное наследие ЮНЕСКО, 1984 |
| 1888—1889      | Школа при монастыре Святой Терезы, Барселона              |
| 1883—1926      | Церковь Святого Семейства, Барселона                      |
| 1898—1900      | Дом Кальвет, Барселона                                    |
| 1900—1902      | Дом Фигерас по улице Бельэсгуард, Барселона               |
| 1900—1914      | Парк Гуэля, Барселона — Всемирное наследие ЮНЕСКО, 1984   |
| 1904—1906      | Дом Бальо, Барселона                                      |
| 1906—1910      | Дом Мила, Барселона — Всемирное наследие ЮНЕСКО, 1984     |
| 1909—1910      | Приходская школа при церкви Святого Семейства, Барселона  |

В Барселоне насчитывается 16 зданий и 5 сооружений высотой 100 метров и более.

## В культуре
В честь Барселоны назван астероид (945) Барселона, открытый в 1921 году в обсерватории Фабра (Барселона) испанским астрономом Хосе Комасом Солой, уроженцем Барселоны.

### В кинематографе
Фильмы, снятые в Барселоне, или действия которых происходят в Барселоне:
1. 1975 — «Профессия: репортёр», реж. Микеланджело Антониони
2. 1984 — «Закусочная на колёсах», реж. Саммо Хун
3. 1989 — «Если они скажут, что ты чувствуешь», реж. Висенте Аранда
4. 1993 — «Двуязычный любовник», реж. Висенте Аранда
5. 1994 — «Барселона», реж. Уайт Стиллмэн
6. 1994 — «Фламандская доска», реж. Джим Макбрайд
7. 1995 — «Земля и свобода», реж. Кен Лоуч
8. 1999 — «Всё о моей матери», реж. Педро Альмодовар
9. 1999 — «Почему не я?», реж. Стефан Жюсти
10. 1999 — «Любимый друг», реж. Вентура Понс
11. 2001 — «Полдень с Гауди», реж. Сьюзен Сайделман
12. 2001 — «Несладкая жизнь», реж. Беатрис Флорес Сильва
13. 2002 — «Испанка», реж. Седрик Клапиш
14. 2004 — «Убить Фрейда», реж. Жоакин Ористрель
15. 2006 — «Парфюмер: История одного убийцы», реж. Том Тыквер (эпизод снимался в парке Лабиринт Орта)
16. 2006 — «Сальвадор», реж. Мануэль Уэрга
17. 2007 — «Репортаж», реж. Жауме Балагеро и Пако Пласа
18. 2008 — «Вики Кристина Барселона», реж. Вуди Аллен
19. 2009 — «Репортаж 2», реж. Жауме Балагеро и Пако Пласа
20. 2010 — «Бьютифул», реж. Алехандро Гонсалес Иньярриту
21. 2011 — «11-11-11», реж. Даррен Боусман
22. 2012 — «Репортаж 3», реж. Пако Пласа
23. 2012 — «Три метра над уровнем неба. Я тебя хочу», реж. Фернандо Гонсалес Молина
24. 2013 — «Летняя ночь в Барселоне», реж. Дани де ла Орден
25. 2013 — «Последние дни» (Los últimos días), реж. Алекс и Давид Пастор
26. 2013 — «Исмаэль» (Ismael), реж. Марсело Пинейро

## Города-побратимы
- Алжир, Алжир
- Антверпен, Бельгия (1997)
- Афины, Греция
- Барчеллона-Поццо-ди-Готто, Италия
- Бостон, США
- Буэнос-Айрес, Аргентина
- Вальпараисо, Чили
- Варна, Болгария
- Вэньчжоу, Китай (январь 2011)[25][26]
- Гавана, Куба
- Газа, Государство Палестина
- Гданьск, Польша (1990)
- Дубай, ОАЭ (2006)
- Дублин, Ирландия
- Исфахан, Иран
- Каир, Египет
- Киев, Украина (24 сентября 2022)[27]
- Кобе, Япония (1993)
- Кёльн, Германия
- Медельин, Колумбия
- Монпелье, Франция
- Монреаль, Канада
- Монсон, Испания
- Монтевидео, Уругвай
- Монтеррей, Мексика (15 октября 2001)[28]
- Нижний Новгород, Россия (2009)
- Перпиньян, Франция (1994)
- Перпиньянская средиземноморская метрополия[вд], Франция (1994)
- Пусан, Республика Корея
- Рио-де-Жанейро, Бразилия (1972)
- Росарио, Аргентина
- Сан-Паулу, Бразилия
- Сан-Франциско, США (2010)[29]
- Санкт-Петербург, Россия (1984)[30]
- Санто-Доминго, Доминиканская Республика
- Сараево, Босния и Герцеговина
- Севилья, Испания
- Стамбул, Турция
- Тель-Авив, Израиль (1998)
- Тирана, Албания (1999)[31][32]
- Трухильо, Перу (20 февраля 1991)[33]
- Фес, Марокко (2009)
- Хошимин, Вьетнам
- Шанхай, Китай (2001)